# Европейски път Е85
Е85 е европейски транспортен коридор, част от Европейската пътната мрежа. Е85 започва от Клайпеда (Литва), тръгва на юг през Украйна, Румъния, преминава през България и достига до Александруполис (Гърция). Дължината на Е85 е 2314 km.

## Страни и градове, през които преминава европейски път Е85
- Литва: Клайпеда – Каунас – Вилнюс –
- Беларус: Лида – Слоним – Кобрин –
- Украйна: Дубно – Тернопол – Чернивци —
- Румъния: Сирет – Сучава – Роман – Фълтичени – Бакъу – Аджуд – Фокшани – Рамникул сърат – Бузъу – Урзичени – Букурещ – Гюргево –
- България: Русе – Бяла – Велико Търново – Стара Загора  - Димитровград – Хасково – Свиленград –
- Гърция: Черномен – Демирташ (Кастанис) – Димотика – Александруполис

Общата дължина на пътя на територията на България по направлението Русе – Велико Търново – Габрово – Стара Загора – Димитровград – Кърджали е 455 km, плюс 20 km ново строителство по Програма CBC. Програма „Транзитни пътища“ – 1,2 включва рехабилитация на 219 km пътища I клас и автомагистрали от коридора.